# جوانان پانکاسیلا

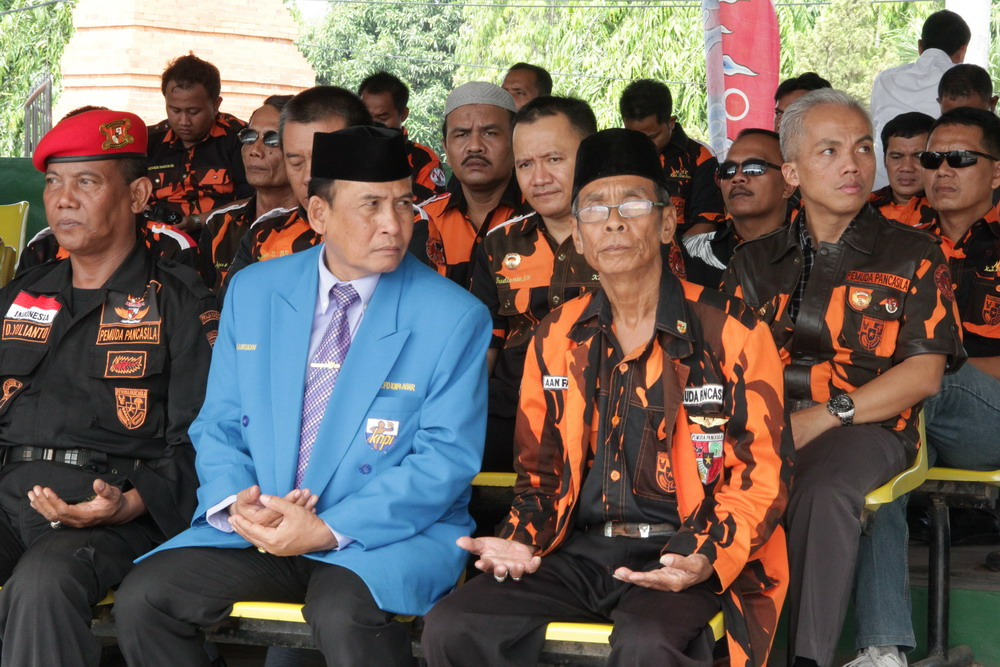
سالگرد عهد جوانان

جوانان پانکاسیلا (اندونزیایی: Pemuda Pancasila, PP) یک گروه شبه نظامی اندونزیایی است که در سال ۱۹۸۱ پایه‌گذاری شد. اعضای این گروه مجرمین و اوباش دخیل در سیاست بودند که از حکومت سوهارتو حمایت می‌کردند. واژهٔ پانکاسیلا به پنج اصل حکومت اندونزی اشاره دارد. جوانان پانکاسیلا نقش مهمی در پشتیبانی کودتای نظامی سوهارتو در سال ۱۹۶۵ داشتند: برای ارتشیان اندونزی جوخه‌های مرگ برپا کردند و بین یک تا دو و نیم میلیون نفر را به اسم کمونیست بودن یا داشتن نژاد چینی اندونزیایی در سوماترای شمالی به قتل رساندند. این سازمان اکنون حدود سه میلیون عضو دارد.